# Bufonia pabotii
Bufonia pabotii är en nejlikväxtart som beskrevs av J. Chrtek och B. Krisa. Bufonia pabotii ingår i släktet Bufonia och familjen nejlikväxter. Inga underarter finns listade i Catalogue of Life.